# Aaron Schobel
Aaron Ross Schobel (født 1. september 1977 i Harris County, Texas, USA) er en tidligere amerikansk footballspiller, der spillede i NFL som defensive end for Buffalo Bills. Han spillede for Bills hele sin NFL-karriere og var i en årrække den en af de ledende figurer i Bills forsvar.
Schobels præstationer blev to gange, i 2006 og 2007 belønnet med udtagelse til Pro Bowl, NFLs All Star-kamp.

## Klubber
- 2001-2009: Buffalo Bills